# CryENGINE
CryENGINE è il motore grafico sviluppato da Crytek per lo sparatutto in prima persona Far Cry. Fu originariamente sviluppato come dimostrativo per la tecnologia NVIDIA ma, una volta intuitone il potenziale, ne fu sviluppato un gioco destinato alla vendita.

## Versioni

### CryENGINE
Pubblicato nel 2004, con Far Cry, offre pieno supporto alle librerie OpenGL e DirectX8.1; tramite successive patch sono state introdotte features proprie delle DirectX9, come l'HDRI. Il gioco di Far Cry veniva spesso utilizzato per i benchmark di sistemi e schede video.
Malgrado l'ottima resa grafica che il CryENGINE era in grado di offrire, è stato acquistato in licenza da una sola società, NCsoft, per il MMORPG Aion: The Tower of Eternity; questo è dovuto alle iniziali critiche per le eccessive richieste hardware per garantire una certa fluidità nella resa e alla concorrenza dei rivali Source Engine di Valve Software, id Tech 4 di id Software e l'Unreal Engine che erano in grado di garantire una migliore resa dei dettagli ed una migliore fluidità del rendering. A partire dal 2016 Crytek ha reso open source CryEngine.

Evoluzione del motore CryENGINE

| Titolo                       | Data di uscita                                       | Sviluppatore     | Distributore |
| ---------------------------- | ---------------------------------------------------- | ---------------- | ------------ |
| Far Cry                      | 23 marzo 2004 26 marzo 2004                          | Crytek           | Ubisoft      |
| Far Cry Instincts            | 27 settembre 2005 30 settembre 2005                  | Crytek           | Ubisoft      |
| Far Cry Instincts: Evolution | 28 marzo 2006 31 marzo 2006                          | Crytek           | Ubisoft      |
| Far Cry Vengeance            | 12 dicembre 2006 5 gennaio 2007                      | Ubisoft Montreal | Ubisoft      |
| Aion: The Tower of Eternity  | 25 novembre 2008 22 settembre 2009 24 settembre 2009 | NCsoft           | NCsoft       |

### CryENGINE 2
Il CryENGINE 2, sviluppato tra 2006-2007, è la seconda versione del CryENGINE ed ha portato grandissime differenze rispetto a quest'ultimo. Questa nuova versione del motore grafico era in grado di generare modelli poligonali volumetrici altamente sviluppati, ed includeva tecnologia motion blur, una progredita profondità di campo, avanzato uso di normal mapping e parallax mapping, e luci dinamiche ottenute grazie all'HDRI.
L'avanzatissimo sistema particellare del motore grafico lo rendeva in grado di influenzare pioggia e fuoco da forze come il vento. Questo motore è progettato per funzionare ai massimi livelli con la DirectX10, ma è possibile utilizzare anche la DirectX9, con dei limiti.
Tuttavia anche questa volta, sebbene il gioco, Crysis, abbia riscosso un notevole entusiasmo da parte della stampa specializzata, ottenendo una media voto del 91% dagli aggregatori di recensioni Metacritic e Gamerankings, il motore grafico è stato generalmente criticato per gli elevati requisiti hardware necessari ad ottenere delle buone prestazioni di gioco.
| Titolo         | Data di uscita                      | Sviluppatore | Distributore    |
| -------------- | ----------------------------------- | ------------ | --------------- |
| Crysis         | 16 novembre 2007 15 novembre 2007   | Crytek       | Electronic Arts |
| Crysis Warhead | 12 settembre 2008 16 settembre 2008 | Crytek       | Electronic Arts |

### CryENGINE 3
Il CryENGINE 3 è la terza versione del motore grafico sviluppato da Crytek per lo sparatutto in prima persona Crysis 2, nel 2011.
Questa versione, utilizza molte delle particolarità della versione precedente che sono state ulteriormente migliorate, come l'HDR, l'effetto motion blur, e la profondità di campo; è inoltre in grado di utilizzare le DirectX11 e nuove tecnologie come lo Über-shader rendering, sviluppato apposta da Crytek. È stato reso noto che il CryENGINE 3, rispetto al CryENGINE 2, possiede una maggior flessibilità e versatilità; qualità che lo ha reso in grado di funzionare sulle console PlayStation 3 e Xbox 360.
Il CryENGINE 3 è stato mostrato al Moscone Center di San Francisco durante la Game Developers Conference dal 23 al 27 marzo 2009. È stato poi reso disponibile per gli sviluppatori il 15 ottobre 2009, e verrà utilizzato per la prima volta nel videogioco Crysis 2.
Dal 17 agosto 2011 il CryENGINE 3 SDK è disponibile gratuitamente per il download per progetti non commerciali.
| Titolo                  | Data di uscita                                 | Sviluppatore     | Distributore                    |
| ----------------------- | ---------------------------------------------- | ---------------- | ------------------------------- |
| Crysis                  | 5 ottobre 2011 (versione per console)          | Crytek           | Electronic Arts                 |
| Crysis 2                | 22 marzo 2011 25 marzo 2011                    | Crytek           | Electronic Arts                 |
| Crysis 3                | 7 marzo 2013 19 febbraio 2013 21 febbraio 2013 | Crytek           | Electronic Arts                 |
| Sniper: Ghost Warrior 2 | 12 marzo 2013 15 marzo 2013                    | City Interactive | Namco Bandai                    |
| Ryse: Son of Rome       | TBA 22 novembre 2013 22 novembre 2013          | Crytek           | Crytek, Microsoft Games Studios |
| Warface                 | 21 ottobre 2013                                | Crytek           | Crytek, My.com                  |
| State of Decay          | 5 novembre 2013                                | Undead Labs      | Microsoft Games Studios         |
| Enemy Front             | 10 giugno 2014                                 | CI Games         | CI Games                        |

### CryENGINE 4
Il nuovo CryENGINE sarà sviluppato per tutte le piattaforme sia di settima che di ottava generazione, supporta le console PlayStation 4, Xbox One, e Wii U. Tuttavia Crytek ha dichiarato che non prenderà il nome di CryENGINE 4, ma che si chiamerà semplicemente CryENGINE per privilegiare una struttura più versatile e aggiornabile periodicamente.
| Titolo                    | Data di uscita   | Sviluppatore                                | Distributore                   |
| ------------------------- | ---------------- | ------------------------------------------- | ------------------------------ |
| Ryse: Son of Rome         | 22 novembre 2013 | Crytek                                      | Crytek, Microsoft Game Studios |
| Sonic Boom                | novembre 2014    | Sanzaru Games, Big Red Button Entertainment | SEGA, Nintendo                 |
| Homefront: The Revolution | 17 maggio 2016   | Dambuster Studios                           | Deep Silver                    |
| Sniper: Ghost Warrior 3   | 24 aprile 2017   | CI Games                                    | CI Games                       |
| Prey                      | 5 maggio 2017    | Arkane Studios                              | Bethesda Softworks             |
| Kingdom Come: Deliverance | 13 febbraio 2018 | Warhorse Studios                            | Deep Silver                    |

### CryENGINE V
Il 22 marzo 2016 Crytek annuncia una nuova versione del CryEngine, chiamato CryEngine V. Le nuove caratteristiche principali sono: l'implementazione nativa delle DirectX 12, il supporto di Vulkan e l'aggiunta della realtà virtuale (VR). Inoltre è cambiato anche il modello di licenza diventando "paga quello che vuoi" per avere accesso all'engine e al codice sorgente.
Il 20 marzo 2018 Crytek cambia la licenza da "paga quello che vuoi" a divisione del guadagno al 5%.
Il 20 settembre 2018 esce la versione 5.5
Da questa versione viene realizzata una variante capace di eseguire il ray tracing anche su schede video senza hardware dedicato a tale tecnica, in modo da integrare questa funzione per la nuova versione del CryENGINE, viene pubblicato anche un video dimostrativo per mostrare le potenzialità della soluzione
| Titolo                          | Data di uscita    | Sviluppatore | Distributore |
| ------------------------------- | ----------------- | ------------ | ------------ |
| The Climb                       | 21 aprile 2016    | Crytek       | Crytek       |
| Robinson: The journey           | 8 novembre 2016   | Crytek       | Crytek       |
| Hunt: Showdown                  | 22 febbraio 2018  | Crytek       | Crytek       |
| Sniper Ghost Warrior: Contracts | 22 novembre 2019  | CI Games     | CI Games     |
| Crysis Remastered               | 18 settembre 2020 | Crytek       | Crytek       |
| Crysis 2 Remastered             | 15 ottobre 2021   | Crytek       | Crytek       |